# Democracia econômica
A democracia económica ou democracia de stakeholders é uma filosofia socioeconómica que propõe a transferência do poder de decisão, das mãos dos gestores e accionistas da empresa, para um maior número de actores sociais, incluindo trabalhadores, clientes, fornecedores, vizinhos, o público em geral e as gerações futuras.
O termo foi popularizado pelo economista americano J. W. Smith, que formou o Institute for Economic Democracy. No entanto, as suas ideias são baseadas em ideias anteriores, como as de C. H. Douglas, Karl Polanyi, Henry George e até mesmo as de Adam Smith e Karl Marx. Outros teóricos modernos da democracia económica incluem David Schweickart e Richard C. Cook. Além disso, uma variedade de autores e posições que podem ser geralmente definidos como defensores da economia sustentável têm opiniões consistentes com a proposta.
Os proponentes da teoria concordam que as atuais condições de instabilidade económica ou insegurança (ver precariedade) tendem a dificultar, ou mesmo impedir, que a sociedade em geral obtenha renda suficiente para consumir a produção total daquela sociedade. Aumentar o controle do monopólio pelas empresas ou pelo Estado sobre os bens comuns normalmente produz uma situação de "escassez artificial", resultando num desequilíbrio socioeconómico que restringe o acesso da maioria às oportunidades económicas e diminui o poder de compra.
Os proponentes da democracia económica geralmente argumentam que o capitalismo moderno periodicamente resulta em crises económicas caracterizadas pela deficiência da demanda efetiva, pois a sociedade é incapaz de ganhar renda suficiente para comprar a sua produção. O monopólio corporativo de recursos comuns geralmente cria escassez artificial, resultando em desequilíbrios socioeconómicos que restringem o acesso dos trabalhadores às oportunidades económicas e diminuem o poder de compra do consumidor.
A democracia económica é "uma democracia que se supõe estar justaposta à democracia política, corporificada pela democracia parlamentar, ou supostamente complementá-la". Partindo do pressuposto de que os direitos políticos ou constitucionais não podem ser plenamente exercidos sem o direito de propriedade, as propostas de democracia económica sugerem uma variedade de modelos para resolver os problemas dessa instabilidade ou insegurança e da deficiência de demanda efetiva. Em geral, promove-se o acesso a bens comuns privatizados ou controlados pelo Estado, como meio de garantir direitos económicos plenos. Outras propostas secundárias incluem a promoção de cooperativas, comércio justo, renda básica universal ou crédito social, e a promoção do desenvolvimento por meio de iniciativas a nível local ou regional.Como uma agenda de reforma, as teorias de apoio e exemplos do mundo real variam de descentralização e liberalização económica a cooperativas democráticas (como a de Mondragón), bancos públicos, comércio justo e regionalização da produção de alimentos e moeda.